# Karbidopa
Karbidopa – lek należący do inhibitorów obwodowej dekarboksylazy lewodopy, stosowany w chorobie Parkinsona.
Budową przypomina lewodopę stąd wykazuje powinowactwo do enzymu, który ją rozkłada w organizmie. Jednocześnie różnica w postaci grupy hydrazynowej powoduje inhibicję tego enzymu. Zwykle karbidopę podaje się z lewodopą w stosunku 1:10. Mieszanina taka występuje pod nazwami handlowymi Nakom i Sinemet. Po podaniu obu substancji jednocześnie, lewodopa nie jest metabolizowana przez obwodową dekarboksylazę i w związku z tym część jej jest zdolna przejść do ośrodkowego układu nerwowego. Tam pod wpływem ośrodkowej dekarboksylazy L-aminokwasów lewodopa przekształcana zostaje w dopaminę.